# یونیتیکا
یونیتیکا (انگلیسی: Unitika) شرکت صنایع شیمیایی ژاپنی است، که در سال ۱۸۸۹ تأسیس شد.